# Caçapava do Sul (kommun)
Caçapava do Sul är en kommun i Brasilien.   Den ligger i delstaten Rio Grande do Sul, i den södra delen av landet, 1 700 km söder om huvudstaden Brasília. Antalet invånare är 33 700.
Följande samhällen finns i Caçapava do Sul:
- Caçapava do Sul

Omgivningarna runt Caçapava do Sul är huvudsakligen savann. Runt Caçapava do Sul är det ganska glesbefolkat, med 28 invånare per kvadratkilometer.